# Creepin on ah Come Up
Creepin on ah Come Up är en EP av rapgruppen Bone Thugs-N-Harmony från 1994 och släpptes 21 juni 1994. Med singlarna Thuggish Ruggish Bone och Foe The Love Of $ har albumet sålt mer än 4 miljoner exemplar. Detta är första albumet där deras femte medlem Flesh-N-Bone medverkar.

## Låtlista
1. "Intro" - 1:25
2. "Mr. Ouija" - 1:20
3. "Thuggish Ruggish Bone" - 4:41
4. "No Surrender" - 3:36
5. "Down Foe My Thang" - 4:50
6. "Creepin on Ah Come Up" - 4:51
7. "Foe tha Love of $" - 4:32
8. "Moe Cheese" - 4:32